# Obovaria
Obovaria é um género de bivalve da família Unionidae.
Este género contém as seguintes espécies:
- Obovaria jacksoniana
- Obovaria olivaria
- Obovaria retusa
- Obovaria rotulata
- Obovaria subrotunda
- Obovaria unicolor